# Florence Reed
Florence Reed (10 de enero de 1883 – 21 de noviembre de 1967) fue una actriz estadounidense recordada por protagonizar producciones teatrales como The Shanghai Gesture, The Lullaby, The Yellow Ticket y The Wanderer, así como por interpretar a Miss Havisham en la película de 1934 Great Expectations. Durante la década de 1950, apareció en muchos programas de televisión, incluyendo The Philco Television Playhouse, Kraft Television Theatre y The United States Steel Hour. Reed es miembro del Salón de la Fama del Teatro de Estados Unidos.

## Primeros años y carrera
Reed nació en Filadelfia, Pensilvania, hija de Roland Lewis Reed (1857-1900), un actor de comedia estadounidense y Johanna Reed (1850-1927). El abuelo de Reed,  John "Pop" Reed, era un gerente del Teatro Walnut Street que donaría su cráneo para que fuese utilizado en futuras producciones teatrales de Hamlet.
El padre de Reed murió cuando ella tenía 17 años. Después, ella y su madre se mudaron a la Ciudad de Nueva York para buscar una carrera en el teatro, Reed hizo su primera aparición en el Teatro Fifth Avenue en 1904, donde pronuncia un monólogo de George M. Cohan. Siguió trabajando en el Teatro Fifth Avenue durante años, donde continuó perfeccionando su oficio. Reed trabajó con la actriz May Irwin en The Widow Jones e interpretó a Ophelia en una producción de Hamlet de E. H. Sothern. Reed apareció junto con John Barrymore en The Yellow Ticket (1914), resultando ser una obra popular durante ese tiempo. Su mayor éxito en el teatro fue en The Shanghai Gesture, donde interpretó a la Madre Maldita.[cita requerida] En 1943, Reed creó el papel de The Fortune Teller en The Skin of Our Teeth, y lo repitió en una producción de Broadway en 1955.

## Cine
Reed comenzó a actuar en el cine alrededor de 1915. Su primera película fue The Dancing Girl, producida por Adolph Zukor. Después aparecería en películas de productoras como Popular Plays & Players, Astra, Arrow, Tribune y Pathé. En total, Reed trabajó en 15 películas mudas, siendo una de sus últimas películas The Black Panther's Cub (1921). Después de 13 años, Reed protagonizó su primera película sonora, Great Expectations. Después protagonizó otras dos películas, pero se retiró del mundo del cine para centrarse en el teatro.

## Vida personal
Reed se casó con el actor Malcolm Williams en febrero de 1908, el matrimonio duró hasta la muerte de Williams en 1937. No tuvieron hijos. Y a menudo aparecían en producciones teatrales. Reed falleció el 21 de noviembre de 1967 a los 84 años.
Fue enterrada junto con su mejor amiga, la actriz Blanche Yurka, en la sección de Actors Fund of America en el Cementerio Kensico en Valhalla (Nueva York).

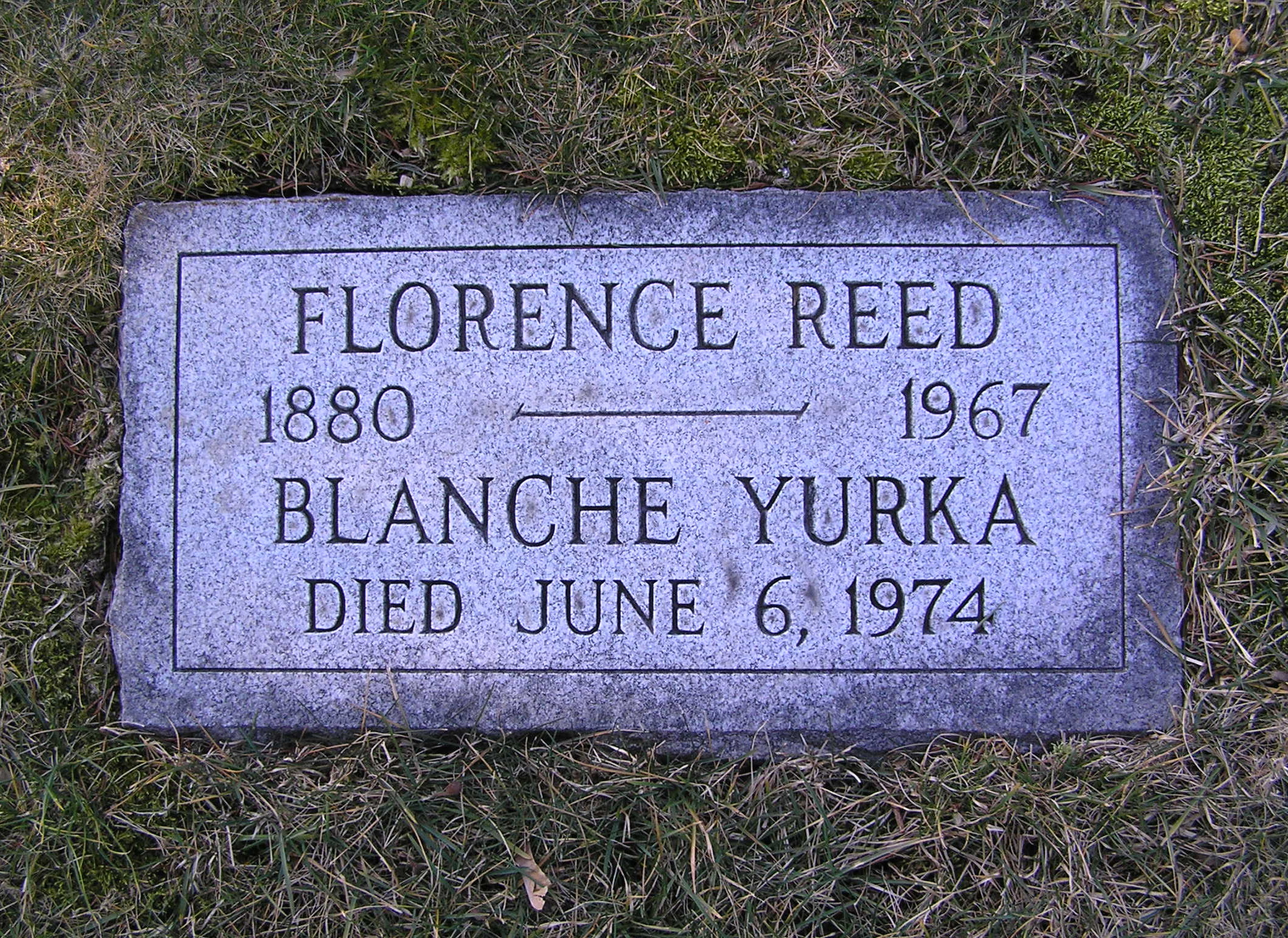
Lugar de enterrio de Florence Reed y Blanche Yurka, con el año de nacimiento incorrecto de Reed y sin la fecha de nacimiento de Yurka.

## Filmografía
Películas mudas

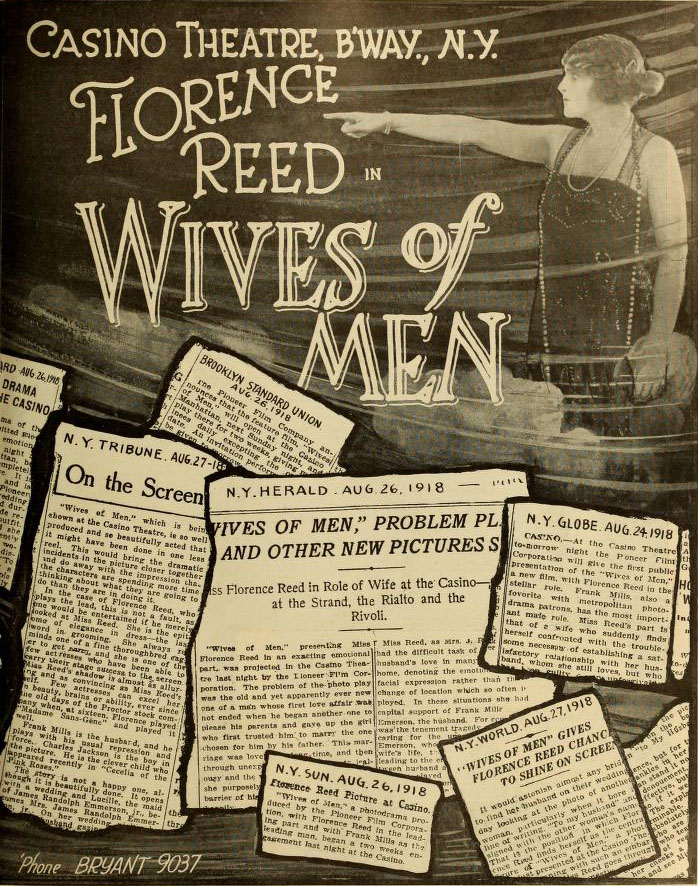
Wives of Men (1918)

- Our Mutual Girl (1914) como ella misma (episodio 20)
- The Dancing Girl (1915) como Drusilla Ives
- Her Own Way (1915) como Georgiana Carley
- The Cowardly Way (1915) como Eunice Fielding
- At Bay (1915) as Aline Graham
- New York (1916) como Nora Nelson
- The Woman's Law (1916) como Gail Orcutt
- The Eternal Sin (1917) como Lucretia Borgia
- To-Day (1917) como Lily Morton
- The Struggle Everlasting (1918) como Body, alias Lois
- Wives of Men (1918) como Lucille Emerson
- Her Code of Honor (1919; *BFI Natl. Film & TV archive, Londres) como Helen / Alice
- The Woman Under Oath (1919; *copia: BFI Natl. Film & TV archive, Londres) como Grace Norton
- Her Game (1919) como Carol Raymond
- The Eternal Mother (1920) como Laura West
- The Black Panther's Cub (1921) como Pantera negra / Mary Maudsley / Faustine

Películas sonoras
- Great Expectations (1934) como Miss Havisham
- Frankie and Johnny (1936) como Lou
- Stage Door (1937) (Sin acreditar)